# Isabella Albrizzi-Teotochi

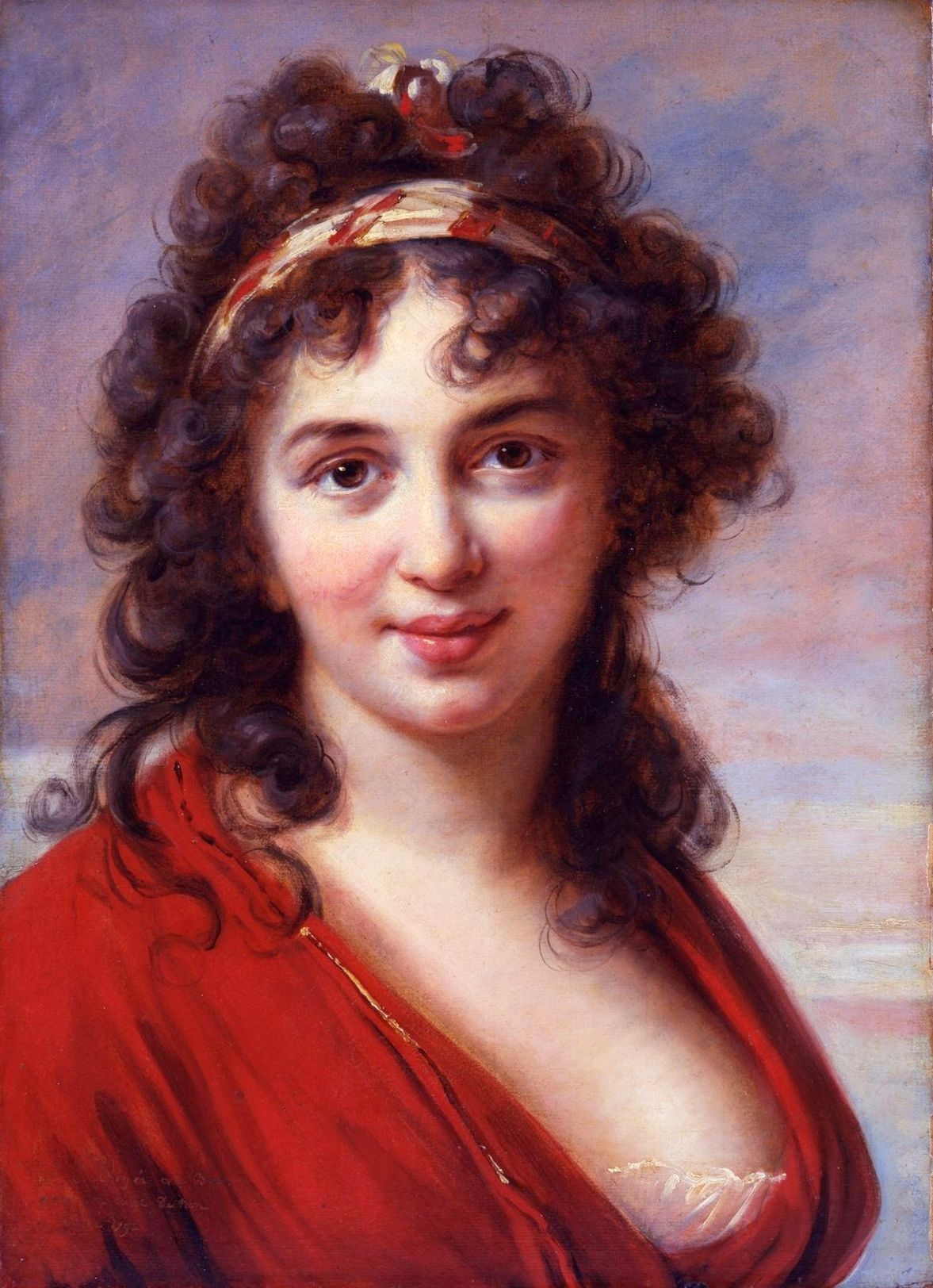
Porträt der Isabella Teotochi Albrizzi, 1792 von Élisabeth Vigée-Lebrun gemalt

Isabella Gräfin Albrizzi-Teotochi (* 16. Juni 1760 auf Korfu als Elisabetta Theotokis, griech. Ελισάβετ Θεοτόκης; † 27. September 1836 in Venedig) war eine venezianische Salonnière und Schriftstellerin.

## Leben
Elisabetta Teotochi kam 1760, wahrscheinlich am 16. Juni, auf Korfu zur Welt, das damals eine Kolonie Venedigs war. Sie war das dritte von vier Kindern des pro-venezianischen Grafen Antonio Theotokis (1724–1812) und der Adeligen Nicoletta Veja. Ihre drei Brüder Zorzi (1753–1818), Nicolò (1756–1785) und Alvise (1766–1828) überlebte sie um einige Jahre.
Teotochi wurde von dem Paduaner Philosophieprofessor Alberto Zaramellini ausgebildet, als dieser sich zwischen 1770 und 1775 auf Korfu aufhielt. Bei einem Abt Zannini studierte sie die französische Sprache sowie französische und italienische Literatur.
Am 10. April 1776 heiratete sie auf Wunsch ihrer Eltern den venezianischen Patrizier Carlo Antonio Marin, der seit 1771 als Marinekapitän (sopracomito) auf Korfu stationiert war. Am 3. Januar 1777 wurde ihr Sohn Giovanni Battista geboren. Im darauffolgenden Jahr übersiedelte die Familie nach Venedig, zog aber bereits 1779 für zwei Jahre nach Salò, wo Marin das Amt eines Provveditore übernahm. Marins Aufnahme in die Quarantia civile vecchia 1782 bedeutete für das Ehepaar die Aufnahme in die venezianische Oberschicht.
Kontakte unter anderem mit Lauro und Angelo Querini bewogen Elisabetta Teotochi-Marin im selben Jahr dazu, einen Salon zu eröffnen. Regelmäßig bis zur Restauration stattfindend, wurde er der längste seiner Art in Venedig. Die nun Isabella genannte Gastgeberin begrüßte neben der einflussreichen Familie Querini unter anderem Melchiorre Cesarotti, François-René de Chateaubriand und Germaine de Staël in ihrem Salon. Lord Byron nannte Teotochi die „de Staël von Venedig“. Bertola nannte den Salon einen „auserlesenen Kreis“ (scelto crocchio). Die Schriftstellerin und Salonnière Giustina Renier Michiel gehörte zu ihren engen Freundinnen. Anlässlich des Porträts, das Élisabeth Vigée-Lebrun 1792 von ihr malte, widmeten ihre Freunde und Bewunderer ihr im selben Jahr die Publikation L’originale e il ritratto. 1807 veröffentlichte Teotochi 16 Ritratti, in denen sie die Charakterbilder zahlreicher dieser Persönlichkeiten zeichnete. Das Werk war sehr erfolgreich und erlebte mehrere Neuauflagen, zuletzt 1826 mit insgesamt 24 Texten.
Mit Ippolito Pindemonte, Ugo Foscole, Tomaetto Mocenigo Soranzo und Dominique-Vivant Denon verband sie tiefe Liebesbeziehungen und Freundschaften. Letzteren lernte sie 1788 in Treviso kennen, machte ihn bis zu seiner erzwungenen Abreise 1793 zu ihrem Cicisbeo und tauschte mit ihm danach zahlreiche Briefe aus.
Als Carlo Antonio Marin 1793 als Prokurator nach Kefalonia ging, weigerte Teotochi sich, ihn zu begleiten. Kurz darauf beantragte sie die Annullierung ihrer Ehe, die 1795 erfolgte. Am 28. März 1796 heiratete sie den adeligen Inquisitor Giovanni Battista VI Giuseppe Albrizzi (1750–1812), mit dem sie wahrscheinlich bereits eine Liebesbeziehung verband. Im April brach sie zusammen mit ihrem Lehrer und ihrem Vater zu einer Grand Tour nach Ferrara, Bologna, Florenz, Pisa und Rom auf, auf der sie unter anderem Antonio Canova und Ennio Quirino Visconti kennenlernte. Der Einmarsch französischer Truppen in Verona im Juni 1796 zwang sie zur Umkehr. Nach ihrer Rückkehr zog sie sich mit ihrem Mann aufs Land, in die Villa Albrizzi-Franchetti bei San Trovaso, zurück, führte ihren Salon aber fort. 1798 unternahm sie abermals eine Reise, diesmal zusammen mit ihrem Ehemann; das dabei von ihr geführte Tagebuch ist erhalten. Am 26. August 1799 kam der gemeinsame Sohn Giovanni Battista Giuseppe, genannt Giuseppino, in Padua zur Welt.
Ihre erste Schrift Risposta della contessa Albrizzi all’abate Arteaga verfasste Teotochi 1789, ein Diskurs über Vittorio Alfieris Tragödie Mirra, der 1803 erstmals publiziert wurde. Zahlreiche weitere Publikationen über Literatur und Kunst erschienen. Am bekanntesten wurde ihre 1809 erstmals erschienenes Schrift über das Werk Antonio Canovas, aus dem 1924 das vierbändige Della vita e delle sculture di Antonio Canova hervorging.
Teotochis Ehemann starb 1812, wenige Monate danach auch ihr Vater. Im Mai 1817 reiste sie für fünf Monate nach Paris, wo sie Denon wiedertraf.
Isabella Albrizzi-Teotochi starb am 27. September 1836 in Venedig. Ihr Grab befindet sich in der kleinen Kirche delle Grazie in der Nähe der Villa Albrizzi.

## Salongäste (Auswahl)
Zu den Gästen ihrer Gesellschaften zählten unter anderem:
| - Ugo Foscolo - Luise zu Stolberg-Gedern - Dominique-Vivant Denon - George Gordon Byron - Melchiorre Cesarotti - Giustiniana Wynne - Ippolito Pindemonte - Angelo Querini - Aurelio de’ Giorgi Bertola - Saverio Bettinelli | - Costantino Zacco - Stefano Arteaga - Walter Scott - François-René de Chateaubriand - Antonio Canova - Vittorio Alfieri - Germaine de Staël - Lazzaro Spallanzani - Alexander von Humboldt |

## Werke (Auswahl)
- Risposta della contessa Albrizzi all’abate Arteaga, in: Tragedie di Vittorio Alfieri da Asti, VI, Paris 1803, S. 31–55.
- Ritratti scritti da Isabella Teotochi Albrizzi, Nicolo Bettoni, Brescia 1807.
- Opere di scultura e di plastica di Antonio Canova, Venedig 1809.
- La testa d’Elena scolpita in marmo dall’impareggiabil Canova e da esso regalata ad Isabella Albrizzi nata Teotochi, Pisa 1812.
- Vita di Vittoria Colonna, in: Vite e ritratti di illustri italiani, I, Padua 1812.
- Ritratto dell’abate Melchiorre Cesarotti, in: Opere dell’Abate Melchiorre Cesarotti padovano, XL, Padua 1813, S. CXXV–CXXX.
- Dodici statue e bassorilievi di Antonio Canova descritte dalla contessa Isabella Teotochi Albrizzi, Mailand 1823.
- Della vita e delle sculture di Antonio Canova, Mailand 1824.
  - (engl. Übers.) The Works of Antonio Canova in Sculpture and Modelling with Descriptions from the Italian of the Countess Albrizzi and a Biographical Memoir by count Cicognara. I–II, London 1824–1828 (Digitalisate: I, II, III).
- Ritratto di Lord Byron scritto dalla contessa Isabella Albrizzi, in: Ritratto di Lord Byron della contessa Isabella Albrizzi illustrato [da G. Rosini], Pisa 1826, S. 7–25.
- Ritratto di Giustina Renier Michiel, in: Non ti scordar di me. Strenna pel Capo d’Anno, ovvero pei giorni onomastici compilata per cura di A. C., Mailand 1833, S. 185–193.
- Diario di viaggio e visita di Firenze, hg. von C. Giorgetti, in: Studi italiani, IV (1992), 8, S. 127–173.